# دیکمپ (کالیفرنیا)
دیکمپ (به انگلیسی: DeCamp) یک منطقهٔ مسکونی در ایالات متحده آمریکا است که در شهرستان مندوسینو، کالیفرنیا واقع شده‌است. دیکمپ ۴۰۹ متر بالاتر از سطح دریا واقع شده‌است.